# 奇维泰拉达利亚诺
奇维泰拉达利亚诺（義大利語：Civitella d'Agliano），是意大利维泰博省的一个市镇。总面积32.89平方公里，人口1695人，人口密度51.5人/平方公里（2009年）。ISTAT代码为056022。